# Arkadi Iwanowitsch Melua

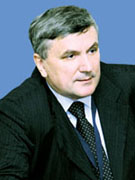
Arkadi Melua

Arkadi Iwanowitsch Melua (russisch Аркадий Иванович Мелуа; * 7. Februar 1950 in Kasatin) ist ein russischer Ingenieur und Wissenschaftler. Er ist Generaldirektor und Chefredakteur des Wissenschaftsverlages, der die Internationale Biographische Enzyklopädie Humanistica herausgibt. Er ist verheiratet und hat eine Tochter und zwei Söhne.

## Leben und Werk
Melua wurde am 7. Februar 1950 in Kasatin geboren. Ohne seinen Wehrdienst zu unterbrechen, absolvierte er eine Ingenieurausbildung am Leningrader Ingenieur- und Bauinstitut. Seit 1969 war er als Ingenieur bei Projekten des Verteidigungsministeriums beschäftigt. Melua war an der Errichtung eines Lehratomreaktors an einer der Militärhochschulen beteiligt und führte ab 1974 wissenschaftliche Forschungsarbeiten durch.
Melua war Teilnehmer am sowjetischen Projekt einer langfristigen Mondbasis, das von W. P. Barmin, Kurator in Leningrad und N. A. Krylow geleitet wurden.  Er war Wissenschaftssekretär des „Mondlabors“ in Leningrad und wurde zur Organisation von Arbeiten und Experimenten in einer Reihe von wissenschaftlichen Forschungsinstituten des Landes herangezogen. Er durchlief kurze Praktika in Kartographie an der Universität Moskau, in kosmischer Trägertechnik an der WIKU und am Lehrstuhl für Luft- und Raumfahrtmedizin des WMA im medizinisch-biologischen Sektor. .

### Tätigkeit in wissenschaftlichen Gremien und Kommissionen
In diesem Zeitraum begann er, sich im Zusammenhang mit der Patentierung von Explosionsschutztechniken der geplanten Mondbauten mit wissenschaftlich-technischen Dokumenten der Familie Alfred Nobels zu beschäftigen. Ende der 70er Jahre hielt er auf einem internationalen Symposium in Nowosibirsk einen Vortrag über die Nutzung von kosmischer Technologie im Zivilbereich. Zu dieser Zeit begann seine Zusammenarbeit mit A. L. Janschin und W. P. Kasnatschejew, beides Mitglieder der sowjetischen Akademie der Wissenschaften. Er arbeitete im Wissenschaftsrat für die kosmische Erforschungen Sibiriens und des Fernen Ostens, im Wissenschaftsrat für Biosphäre der Akademie der Wissenschaften der UdSSR, in der Kommission für die Erforschung von Naturressourcen der Erde aus dem Kosmos und in der Kommission für das Studium des wissenschaftlichen Erbes von W. I. Wernadski.
Er war zusammen mit K.J. Kondratjew einer der Organisatoren des Wissenschaftsrats für kosmische Forschungen für die Volkswirtschaft am MKS der Akademie der Wissenschaften der UdSSR in Leningrad. 1984 absolvierte er erfolgreich die medizinische Prüfung zur Vorbereitung auf Weltraumflüge und promovierte 1985 im Fach Technische Wissenschaften mit dem Thema Automatisierte Lenksysteme für kosmische Objekte. 1991 habilitierte er sich mit der Schrift Methodologie der Erforschung von Biosphären.

### Lehr- und Publikationstätigkeit
Melua hat in unterschiedlichen Wissenschaftsbereichen Arbeiten publiziert und Ausgaben anderer Autoren betreut, daneben ist er seit 1975 als  Lehrer tätig.
Er veröffentlichte über 800 Arbeiten zur friedlichen Nutzung der Weltraumfahrt, zur Ökologie, zur Wissenschafts- und Technikgeschichte, außerdem zu speziellen Einzelthemen des Ingenieurwesens sowie über Aspekte der Entwicklung des Finanzmarkts in Russland in den 1990er Jahren. Bis 1995 arbeitete als wissenschaftlicher Assistent, Direktor der Filiale des Instituts für Geschichte der Naturwissenschaften und Technik der RAN. Er ist Gründer und seit 1995 Generaldirektor des Wissenschaftsverlags der Enzyklopädie Humanistica.
Im Jahr 1990 gab er die erste Wörterliste und das Programm der biographischen Enzyklopädie heraus: Melua ist Autor und Herausgeber der ersten Bände dieser Serie im Internet. Er erarbeitete einen Plan für die Schaffung einer Datenbank und die Herausgabe einer 100-bändigen Russischen Biographischen Enzyklopädie (RBE), einschließlich der Nutzung der Archive der russischen Diasporen in über 120 Ländern und setzte diesen um.

### Nobelpreis und Wissenschaftsgeschichte
1986 gründete Melua die Internationale Gesellschaft für Wissenschaftsgeschichte, deren Präsident er wurde. Die Gesellschaft erforscht seit 1989 die „Nobelbewegung“ als soziales und wissenschaftshistorisches Phänomen. Melua unterschrieb als erster in der UdSSR entsprechende Deklarationen in Zusammenarbeit mit der Nobelstiftung eine gemeinsame Erklärung (1990, 1991) und 1999 zusammen mit der Königlichen Schwedischen Akademie der Wissenschaften ein Dokument über die Informationsverbreitung über Nobelpreisträger in Russland. Mit Unterstützung des Außenministeriums der UdSSR und unter Teilnahme des russischen Botschafters in Schweden, B. D. Pankin, führte er im September 1989 in Stockholm Verhandlungen mit der Nobelstiftung. Es ging dabei um neutrale Erforschung der Erbschaft der Familie Nobel in der UdSSR sowie um die Beleuchtung der „progressiven Ideen“ der Familie Nobel und der Nobelbewegung im Ganzen. Er organisierte zwei „St. Petersburger Symposien“ von Nobelpreisträgern und veranlasste 1991 das Anbringen einer Gedenktafel für Alfred Nobel, der in Petersburg in der Petrogradskaja Naberezhnaja Nr. 24 gewohnt hatte. Finanziert wurde die Tafel mit Mitteln der Internationalen Gesellschaft für Wissenschaftsgeschichte.
Zusammen mit D. S. Lichatschow und L. Gyllensten, den Präsidenten des Sowjetischen Fonds für Kultur und der Nobelstiftung, initiierte er eine Zusammenarbeit zwischen den beiden Gesellschaften, die 1991 zu einer Deklaration über eine Zusammenarbeit führte. Melua erforscht die Person Alfred Nobels unter dem Aspekt eines Menschen mit humanistischen Qualitäten, die für den friedlichen Fortschritt moderner Gesellschaft Priorität haben.
Er ist Herausgeber einer russischsprachigen Reihe von Monographien über Nobelpreisträger (Nobelüberblicke) und einer mehrbändigen Ausgabe Dokumente aus dem Leben und Schaffen der Familie Nobel. Sein Anliegen ist es, die Prinzipien Nobels in anderen Ländern zu propagieren.

## Mitgliedschaften
Melua war von 1994 bis 1996 Aufsichtsratsmitglied der Industrie- und Baubank oG (St. Petersburg). Er ist Mitglied vieler wissenschaftlicher Gesellschaften und Akademien.

## Auszeichnungen
- 1993: Prämie im Namen des Akademiemitglieds A.P. Winogradow für die Monographie Lektionen der ökologischen Fehlberechnungen (zusammen mit dem Akademiemitglied A.L. Janschin).
- mehrere staatliche Auszeichnungen und Medaillen

## Quelle
- Arkady Ivanovich Melua, Kurzbiografie, engl.
- Eintrag in: Weltraum-Enzyklopädie, russ.
- Gemeinsames Projekt Encyclopedia von Luft- und Raumfahrt und Humanistica - Encyclopedia of A.I. Melua im Internet, russ.

## Referenzen
- A.I. Melua: Beginn der Raumfahrttechnik (Старт космической технологии). Nauka, Moskau 1990, ISBN 5-02-005924-2.
- A.L. Yanshin, Melua A.I.: Lehren aus den Fehlkalkulationen der Umwelt (Уроки экологических просчетов). Mysl, Moskau 1991, ISBN 5-244-00442-5.
- A.I. Melua: W.I. Wernadski ist ein Wissenschaftler und Koordinator der Wissenschaft (В.И. Вернадский - ученый и организатор науки). Leningrad, Leningrad 1990.
- A.I. Melua, G.M. Grechko, A.B. Peshkov, N.P. Selivanov: Die Erde - unsere Heimat im Universum (Земля - наш дом во Вселенной). Stroyizdat, 1983 (russisch).
- A.I. Melua, T.N. Ponomareva: Erfindungen auf dem Gebiet der Mittel und Methoden zur Untersuchung des Zustands und des Schutzes der Umwelt (Изобретения в области средств и методов изучения состояния и охраны окружающей среды). WINITI, Moskau 1991.